# Lestodiplosis aulacaspidis
Lestodiplosis aulacaspidis är en tvåvingeart som beskrevs av Guercio 1918. Lestodiplosis aulacaspidis ingår i släktet Lestodiplosis och familjen gallmyggor.
Artens utbredningsområde är Italien. Inga underarter finns listade i Catalogue of Life.